# Cixius cingulata
Cixius cingulata är en insektsart som beskrevs av Matsumura 1914. Cixius cingulata ingår i släktet Cixius och familjen kilstritar. Inga underarter finns listade i Catalogue of Life.